# Sarah Healy
Sarah Healy (* 13. Februar 2001 in Monkstown) ist eine irische Leichtathletin, die im Mittel- und Langstreckenlauf antritt. 2025 wurde sie in Apeldoorn Halleneuropameisterin über 3000 Meter.

## Sportliche Laufbahn
Erste internationale Erfahrungen sammelte Sarah Healy im Jahr 2017, als sie beim Europäischen Olympischen Jugendfestival (EYOF) in Győr in 4:19,85 min die Goldmedaille im 1500-Meter-Lauf gewann.  Im Jahr darauf siegte sie dann bei den U18-Europameisterschaften ebendort in 4:18,71 min über 1500 Meter sowie in 9:18,05 min auch im 3000-Meter-Lauf. 2019 nahm sie dann über 1500 Meter an den U20-Europameisterschaften im schwedischen Borås teil und gewann dort in 4:27,14 min die Silbermedaille. 2021 siegte sie in 4:07,78 min beim Göteborg Friidrott GP und anschließend in 4:07,12 min beim Sollentuna GP. Über die Weltrangliste qualifizierte sie sich für die Olympischen Spiele in Tokio, kam dort aber mit 4:09,78 min nicht über die Vorrunde hinaus. Im Dezember belegte sie in 20:48 min den fünften Platz im U23-Rennen bei den Crosslauf-Europameisterschaften im heimischen Dublin. 
2022 startete sie über 1500 Meter bei den Hallenweltmeisterschaften in Belgrad und kam dort mit 4:12,44 min nicht über den Vorlauf hinaus. Im Juli schied sie bei den Weltmeisterschaften in Eugene mit 4:11,31 min in der Vorrunde aus und anschließend kam sie auch bei den Europameisterschaften in München mit 4:10,75 min nicht über den Vorlauf hinaus. Im Dezember kam sie bei den Crosslauf-Europameisterschaften in Turin im U23-Rennen nicht ins Ziel. Im Jahr darauf siegte sie in 4:03,85 min über 1500 Meter bei den Paavo Nurmi Games und gewann anschließend bei den U23-Europameisterschaften in Espoo in 4:07,36 min die Silbermedaille hinter ihrer Landsfrau Sophie O’Sullivan. Kurz darauf schied sie bei den Weltmeisterschaften in Budapest mit 3:59,68 min im Halbfinale aus. 2024 kam sie bei den Hallenweltmeisterschaften in Glasgow im Vorlauf über 1500 Meter kurz vor Ende zu Boden und schied daher mit 4:18,86 min aus. Zuvor stellte sie über 1500 und 3000 Meter neue irische Hallenrekorde auf. Im Juni belegte sie bei den Europameisterschaften in Rom in 4:06,77 min den siebten Platz über 1500 Meter. Anschließend schied sie bei den Olympischen Sommerspielen in Paris mit 4:07,60 min in der Hoffnungsrunde aus.
2025 verbesserte sie den irischen Hallenrekord über 3000 Meter in New York auf 8:30,79 min sowie jenen über 1500 Meter in Birmingham auf 4:01,62 min. Im März siegte sie dann in 8:52,86 min über 3000 Meter bei den Halleneuropameisterschaften in Apeldoorn. Kurz darauf belegte sie bei den Hallenweltmeisterschaften in Nanjing in 8:40,00 min den sechsten Platz über 3000 Meter.
In den Jahren 2019, 2021 und 2023 wurde Healy irische Meisterin im 1500-Meter-Lauf sowie 2024 über 800 Meter. 2018 und 2022 wurde sie Hallenmeisterin über 3000 Meter.

## Persönliche Bestleistungen
- 800 Meter: 2:00,86 min, 25. Mai 2024 in Manchester
- 1500 Meter: 3:57,46 min, 7. Juli 2024 in Paris
  - 1500 Meter (Halle): 4:01,62 min, 15. Februar 2025 in Birmingham (irischer Rekord)
- Meile: 4:29,03 min, 14. Mai 2022 in London
- 3000 Meter: 8:46,14 min, 5. Juli 2022 in Cork
  - 3000 Meter (Halle): 8:30,79 min, 8. Februar 2025 in New York City (irischer Rekord)